# Iwan Grien (2012)
Iwan Grien (Иван Грен) – rosyjski duży okręt desantowy z początku XXI wieku, prototypowy okręt projektu 11711. Zbudowany i zaprojektowany w Rosji, wszedł do służby w Marynarce Wojennej Rosji w 2018 roku. Nosi numer burtowy 135.

## Historia
Marynarka Wojenna ZSRR przywiązywała dużą wagę do operacji desantowych i posiadała liczną flotę okrętów desantowych, z których najnowsze zostały zbudowane tuż przed rozpadem ZSRR w 1991 roku (budowanego w Polsce projektu 775). W większości były to klasyczne średnie lub duże okręty desantowe, przeznaczone do wyładunku ciężkiej techniki wojskowej wprost na plażach. Zbudowano jedynie trzy większe okręty projektu 1174, które miały ograniczone możliwości wysadzania desantu za pomocą kutrów desantowych lub czterech śmigłowców, przy pozostawieniu możliwości wyładunku na plaży, lecz typ ten nie okazał się udany i nie był budowany w większej liczbie. Okręty te budowane były od 1978 roku w stoczni Jantar w Królewcu, a skonstruowane były w Newskim Biurze Projektowo-Konstrukcyjnym. Ambitniejszy projekt 11780 śmigłowcowców desantowych, wzorowanych na amerykańskim typie Tarawa, nie został ukończony przed rozpadem ZSRR.
Marynarka Wojenna Federacji Rosyjskiej odziedziczyła większość okrętów po marynarce radzieckiej i przez dłuższy czas z powodu trudności finansowych nie budowała nowych jednostek, natomiast szereg starszych wycofano. Pierwszym nowym projektem rosyjskich okrętów desantowych, który doczekał się realizacji, stał się projekt 11711, również zaprojektowany w Newskim Biurze Projektowo-Konstrukcyjnym w Petersburgu. Budowa pierwszego okrętu z opcją na drugi została zamówiona przez Ministerstwo Obrony 1 kwietnia 2004 roku w stoczni Jantar w Królewcu.
Stępkę pod budowę jednostki prototypowej położono w kompleksie produkcyjnym Jantar 23 grudnia 2004 roku, z numerem budowy 01301. Z powodu ograniczonego finansowania, budowa do 2008 roku praktycznie stała w miejscu, a następnie przeciągała się. Projekt w tym czasie uproszczono w celu obniżenia kosztów, między innymi w zakresie rezygnacji z części uzbrojenia i wyposażenia elektronicznego. 18 maja 2012 roku okręt ochrzczono i przetoczono ze stanowiska montażowego do doku pływającego PD-8. Otrzymał imię „Iwan Grien” na cześć wiceadmirała służącego podczas II wojny światowej (1898–1960). Następnie wodowano go 23 maja 2012 roku, bez odrębnej uroczystości. Próby stoczniowe rozpoczęto w 2016 roku, a akt odbioru okrętu po próbach państwowych marynarka podpisała 2 czerwca 2018 roku. Otrzymał numer burtowy: 135. Stał się on zarazem największym okrętem nowo zbudowanym dla marynarki rosyjskiej po rozpadzie ZSRR. Dopiero w 2015 roku położono stępkę pod budowę drugiego okrętu „Piotr Morgunow”. 

## Skrócona charakterystyka

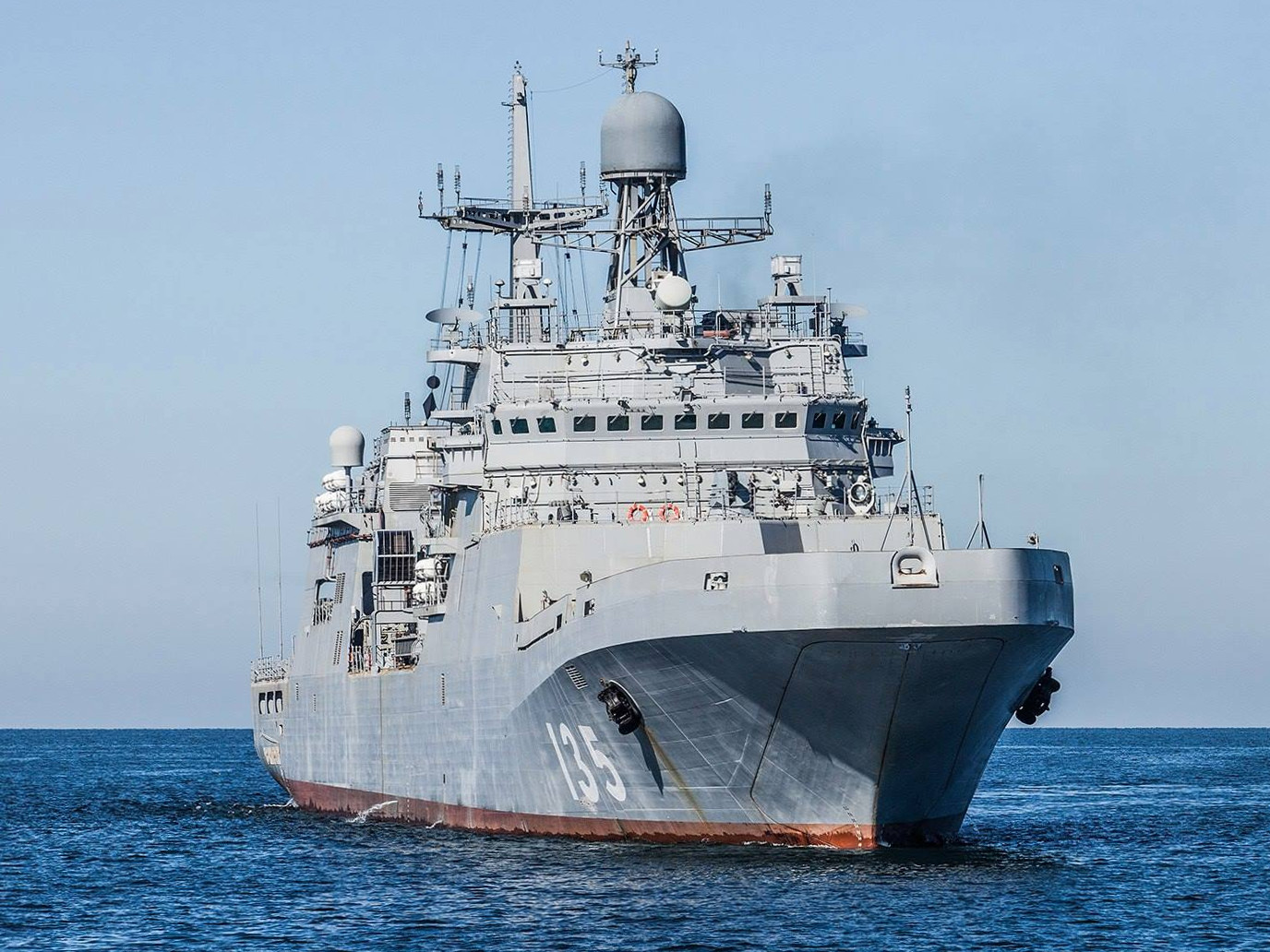
„Iwan Grien”

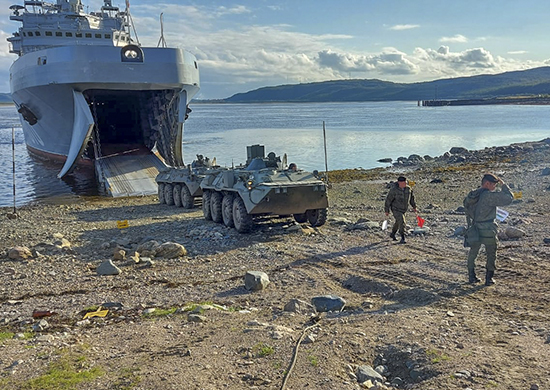
Desant na brzeg z „Iwana Griena”

Okręty desantowe proj. 11711 przeznaczone są do transportu i desantowania wojsk razem z techniką wojskową, również bezpośrednio na nieprzygotowanej plaży. Architektura okrętów jest odmienna od dotychczas budowanych lub eksploatowanych w ZSRR i Rosji okrętów desantowych, wyróżniających się nadbudówką w części rufowej, gdyż mają one główną nadbudówkę z pomostem nawigacyjnym w przedniej części śródokręcia i drugą niższa nadbudówkę z hangarem w części rufowej. Pod tym względem przypominają sylwetką współczesne fregaty, mając przy tym nachylone ściany boczne dolnych kondygnacji nadbudówek, łączące się pod kątem z burtami. Na samej rufie jest lądowisko dla śmigłowca. Na nadbudówce dziobowej umieszczony jest niski maszt kratownicowy służący jako podstawa radaru, a na rufowej wyższy obudowany maszt w formie graniastosłupa. Na dziobie jest furta dziobowa do ładowni, a na rufie wrota doku. Okręty mogą dokonywać desantu za pomocą kutrów desantowych z doku lub śmigłowców.
Jednostki mogą transportować 380 żołnierzy i 13 czołgów lub 36 transporterów opancerzonych, albo 1500 ton ładunku. Przenoszą dwa śmigłowce transportowo-szturmowe Ka-29 lub jeden szturmowy Ka-52. Mogą również służyć do stawiania min. Załoga liczy 100 osób.
Wyporność podawana jest jako 6000 ton (bez bliższego sprecyzowania). Długość całkowita wynosi 120 m, szerokość 16,5 m, a zanurzenie 5 m.
Uzbrojenie artyleryjskie stanowią dwa 6-lufowe zestawy artyleryjskie obrony bezpośredniej kalibru 30 mm Ak-630M oraz jeden nowszy 12-lufowy kalibru 30 mm AK-630M2 Duet. Uzupełniają je dwa karabiny maszynowe 14,5 mm.
Napęd stanowią dwa silniki wysokoprężne o mocy po 5200 KM. Prędkość maksymalna wynosi 18 węzłów, a zasięg 3500 Mm przy prędkości 16 w.

## Służba

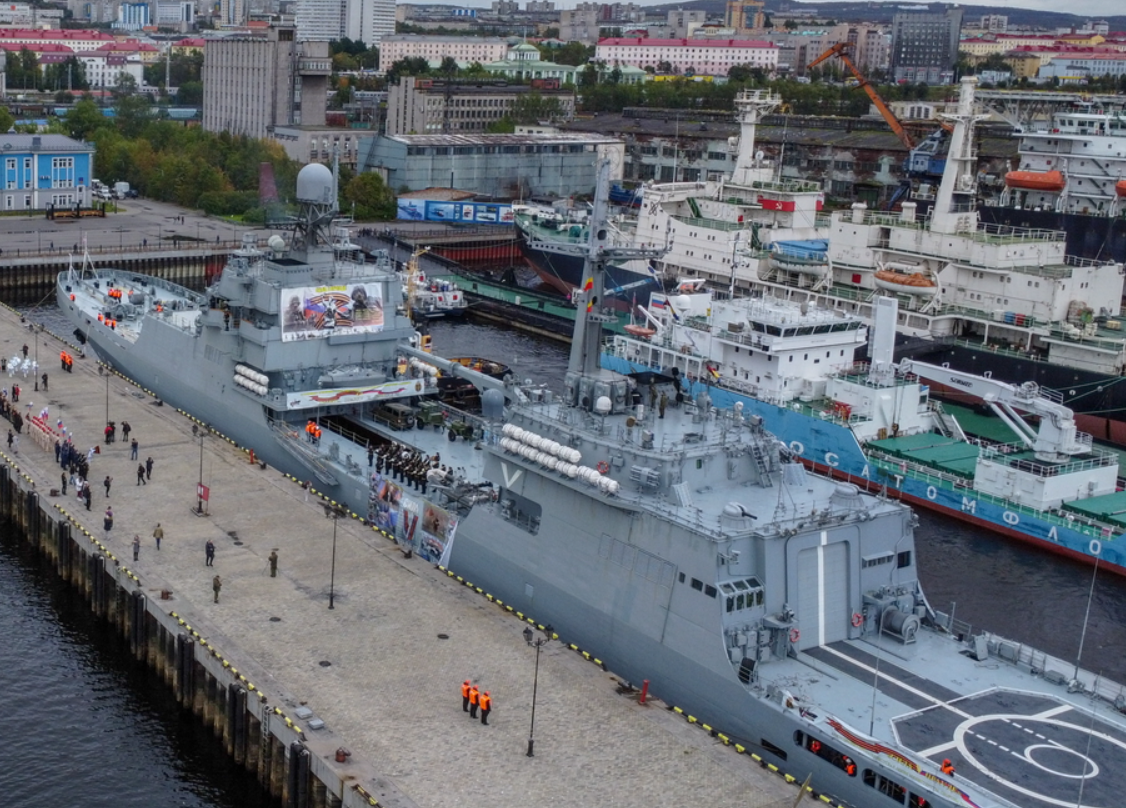
„Iwan Grien” w Murmańsku 9 września 2022

„Iwan Grien” wszedł do służby i podniósł banderę rosyjską 20 czerwca 2018 roku w Królewcu. Został wcielony następnie do 121. Brygady Okrętów Flotylli Kolskiej Floty Północnej. Pierwszym dowódcą został kapitan 2 rangi (komandor por.) Wiktor Wasiljew. 22 października 2018 roku okręt przypłynął z Bałtyku do bazy Floty Północnej Siewieromorsku.
22 sierpnia 2022 roku podczas inwazji na Ukrainę na pokładzie okrętu w Siewieromorsku otwarto propagandowo-agitacyjną wystawę „Siła w prawdzie”, prezentującą eksponaty związane z historią Floty Północnej z czasów II wojny światowej, a także zdobycze z Ukrainy. Wystawę prezentowano następnie w Kandałakszy, Archangielsku, Murmańsku (8 września) oraz innych portach Dalekiej Północy i Arktyki do października.
12 sierpnia 2023 roku na pokładzie okrętu, przebywającego wówczas w Petersburgu, otwarto kolejną edycję propagandowo-agitacyjnej wystawy „Siła w prawdzie”, prezentującą zdobyty na Ukrainie sprzęt wojskowy i materiały w tym, według opisu, „nazistowską literaturę i symbolikę”. Wystawę  zaprezentowano następnie w Bałtyjsku, po czym okręt powrócił na daleką północ, prezentując ją w Archangielsku, Kandałakszy i Murmańsku (23 września). Do 20 września wystawę odwiedziły 92 tysiące ludzi, a jej prezentacja wystawy związana była z innymi uroczystościami propagandowo-patriotycznymi, jak przyjmowanie dzieci do Junarmii. 